# Nephus bipunctatus
Nephus bipunctatus är en skalbaggsart som först beskrevs av Johann Gottlieb Kugelann 1794. Den ingår i släktet Nephus och familjen nyckelpigor. Inga underarter finns listade i Catalogue of Life.

## Beskrivning
Arten har svarta, håriga täckvingar och nacksköld. Täckvingarna har en eller två orangeröda fläckar vardera. Nyckelpigan är mycket liten, med en kroppslängd mellan 1,5 och 3 mm.

## Utbredning
I väster utgörs utbredningsområdet framför allt av Mellaneuropa med några få nordeuropeiska och sydeuropeiska fynd. Österut fortsätter det via Vitryssland, Ukraina, Ryssland, Kaukasus till Sydvästasien, Sibirien, Kazakstan, Afghanistan och Mongoliet. I Sverige klassificerar Artdatabanken arten som "Ej påträffad" ("N/A"), dock har den tidigare, 2005 och 2010, klassificerats som livskraftig ("LC") med observationer i Blekinge och Bohuslän. Från annat håll har observationer i Södermanland (1996) och Västerbotten (2017) rapporterats. I Finland klassificeras arten som livskraftig ("LC"), och observationer förekommer från längs med och strax innanför sydkusten, norrut till Egentliga Tavastland. I övriga Skandinavien finns arten sällsynt i Danmark och i södra Norge, där den är klassificerad som nära hotad ("NT").

## Ekologi
Habitatet utgörs framför allt av torra lövskogar och -skogsbryn, men kan också utgöras av sanka skogar, träsk, flodbankar, ängar och i undantagsfall trädgårdar där nyckelpigan lever på träd som poppel, pilar, björkar och ekar samt buskar, gräs, bland vissna löv, mossa och under rutten bark. Födan utgörs av bladlöss och sköldlöss.